# Josef Mayer (Politiker, 1925)
Josef Mayer (* 25. Mai 1925 in Siegendorf) ist ein ehemaliger österreichischer Politiker (SPÖ) und Bundesbeamter. Mayer war von 1975 bis 1985 Abgeordneter zum Burgenländischen Landtag.

## Leben
Josef Mayer wurde als Sohn des Hilfsarbeiters und Landwirts Josef Mayer aus Siegendorf geboren. Er wuchs in einer burgenlandkroatischen Familie auf und besuchte nach der Volksschule in Siegendorf die Hauptschule in Eisenstadt. Zwischen 1942 und 1944 war Mayer im Reichsarbeitsdienst eingesetzt, danach diente er von 1944 bis 1945 in der Wehrmacht, wobei er zwischen Mai und Juli 1945 in amerikanischer Kriegsgefangenschaft war. 
Nach dem Ende des Krieges arbeitete Mayer zwischen 1945 und 1948 in der elterlichen Landwirtschaft sowie als Hilfsarbeiter in der Zuckerfabrik Siegendorf, danach trat er am 1. Mai 1948 als  Verwaltungsbeamter in den Dienst der Sicherheitsdirektion für das  Burgenland ein. Er legte 1954 die Beamten-Matura und 1959 die Verwaltungsdienstprüfung ab und wurde Oberamtsrat in der Polizeidirektion Eisenstadt sowie 1986 Regierungsrat.

## Politik
Politisch engagierte er sich ab 1947 als Mitglied der SPÖ und wurde 1960 zum Ortspartei-Obmann der SPÖ in Siegendorf gewählt. Er hatte von 1962 bis 1983 das Amt des Bürgermeisters von Siegendorf inne und vertrat die SPÖ zudem vom 27. Jänner 1975 bis zum 1. Oktober 1985 im Burgenländischen Landtag. Zudem war er innerparteilich ab 1964 Mitglied des Landesparteivorstandes sowie Mitglied des Präsidiums der Bürgermeister- und Vizebürgermeisterkonferenz der kroatisch- und gemischtsprachigen Gemeinden.